# Gerhard Lohfink
 (mai 2023).
Si vous disposez d'ouvrages ou d'articles de référence ou si vous connaissez des sites web de qualité traitant du thème abordé ici, merci de compléter l'article en donnant les références utiles à sa vérifiabilité et en les liant à la section « Notes et références ».
Gerhard Lohfink, né le 29 août 1934 à Francfort-sur-le-Main (Hesse-Nassau, État libre de Prusse, Troisième Reich) et mort le 2 avril 2024 à Schäftlarn (arrondissement de Munich, Bavière, Allemagne), est un théologien allemand.

## Biographie
Après des études d'allemand et de latin à l'université Johann Wolfgang Goethe de Francfort-sur-le-Main, Gerhard Lohfink entre au Collège de Sankt Georgen pour y étudier la philosophie et la théologie et est ordonné prêtre en 1960 par Wilhelm Kempf (de).
En 1971 il soutient une thèse de théologie, intitulée Die Himmelfahrt Jesu. Untersuchungen zu den Himmelfahrts- und Erhöhungstexten bei Lukas, à l'Université de Würzburg et obtient son habilitation universitaire en 1973.
En 1973, il est nommé conseiller scientifique et professeur de Nouveau Testament au Département de théologie catholique de l'Université Eberhard Karl de Tübingen. En 1979/1980, en tant que vice-doyen de la faculté de théologie, il a été impliqué dans la dispute ecclésiastique au sujet de Hans Küng, qu'il avait d'abord soutenu, avant de le désavouer  publiquement (notamment dans la FAZ ) après son exclusion de la faculté.
En 1987, il a pris sa retraite afin de pouvoir vivre et travailler dans la Communauté Catholique d'intégration.
À partir de 2008, Gerhard Lohfink a travaillé à la « Chaire de théologie du peuple de Dieu » de l'Université pontificale du Latran.
Ses principaux intérêts de recherche sont l'ecclésiologie et l'eschatologie. Il soutient notamment la thèse selon laquelle : « le service le plus important et le plus irremplaçable que les chrétiens puissent rendre à la société, c'est tout simplement de constituer vraiment l'Église »

### Famille
Gerhard Lohfink est le frère de l'exégète du Premier Testament Norbert Lohfink

## Publications (sélection)
- Die Himmelfahrt Jesu – Erfindung oder Erfahrung? Verlag Katholisches Bibelwerk, Stuttgart 1972,  (ISBN 3-460-10181-4).
- Die Sammlung Israels. Eine Untersuchung zur lukanischen Ekklesiologie. Kösel, Munich 1975,  (ISBN 3-466-25339-X).
- L’Église que voulait Jésus (1984), trad. fr. Cerf, Paris, 1985  (ISBN 2-204-02340-X)[4]
- Gottes Taten gehen weiter : Geschichtstheologie als Grundvollzug neutestamentlichen Gemeinden. Herder, Fribourg-en-Brisgau 1984,  (ISBN 3-451-20343-X).
- Die Bibel: Gotteswort in Menschenwort. Verlag Katholisches Bibelwerk, Stuttgart 1986,  (ISBN 3-460-10015-X).
- Wem gilt die Bergpredigt? zur Glaubwürdigkeit des Christlichen, Herder, Fribourg-en-Brisgau 1993,  (ISBN 3-451-08777-4).
- Braucht Gott die Kirche? – zur Theologie des Volkes Gottes. Herder, Fribourg-en-Brisgau 1998,  (ISBN 3-451-26544-3)
- Das Vaterunser neu ausgelegt Urfeld, Bad Tölz 2007,  (ISBN 978-3-932857-32-4).
- avec Ludwig Weimer : Maria – nicht ohne Israel. Eine neue Sicht der Lehre von der unbefleckten Empfängnis, Herder, Fribourg-en-Brisgau 2008 ; 2e édition 2012,  (ISBN 978-3-451-34139-7).
- Welche Argumente hat der neue Atheismus? Eine kritische Auseinandersetzung. Urfeld, Bad Tölz 2008,  (ISBN 978-3-932857-33-1).
- Der letzte Tag Jesu. Was bei der Passion wirklich geschah Verlag Katholisches Bibelwerk, Stuttgart 2009, 5e édition 2018,  (ISBN 978-3-460-33179-2).
- Beten schenkt Heimat. Theologie und Praxis des christlichen Gebets. Herder, Fribourg-en-Brisgau 2010, 5e édition 2013,  (ISBN 978-3-451-33052-0).
- Jesus von Nazareth. Was er wollte, wer er war Herder, Fribourg-en-Brisgau 2011, 7e édition 2018,  (ISBN 978-3-451-34095-6).
- Gegen die Verharmlosung Jesu. Reden über Jesus und die Kirche Herder, Fribourg-en-Brisgau 2013 e-book – 4e édition 2014,  (ISBN 978-3-451-34561-6).
- Der neue Atheismus. Eine kritische Auseinandersetzung Verlag Katholisches Bibelwerk, Stuttgart 2014,  (ISBN 978-3-460-30031-6).
- Auf der Erde – wo sonst? Unangepasstes über Gott und die Welt. Verlag Katholisches Bibelwerk, Stuttgart 2015,  (ISBN 978-3-460-30033-0).
- Im Ringen um die Vernunft. Reden über Israel, die Kirche und die Europäische Aufklärung Herder, Fribourg-en-Brisgau 2016,  (ISBN 978-3-451-31239-7).
- Am Ende das Nichts? Über Auferstehung und ewiges Leben Herder, Fribourg-en-Brisgau 2017, 5e édition 2018,  (ISBN 978-3-451-31104-8).
- Der christliche Glaube erklärt in 50 Briefen, Verlag Herder, Fribourg-en-Brisgau, 2018,  (ISBN 978-3-451-34795-5).
- Das Geheimnis des Galiläers – Ein Nachtgespräch über Jesus von Nazaret, Verlag Herder, Fribourg-en-Brisgau 2019,  (ISBN 978-3-451-38270-3).
- Die vierzig Gleichnisse Jesu, Verlag Herder, Fribourg-en-Brisgau 2020,  (ISBN 978-3-451-38670-1)
- Ausgespannt zwischen Himmel und Erde – Große Bibeltexte neu erkundet, Verlag Herder, Fribourg-en-Brisgau 2021,  (ISBN 978-3-451-38810-1), e-book (PDF)  (ISBN 978-3-451-82810-2)
- Die wichtigsten Worte Jesu, Verlag Herder, Fribourg-en-Brisgau 2022,  (ISBN 978-3-451-39190-3), e-book (PDF)  (ISBN 978-3-451-83190-4)